# Парламентские выборы в Испании (февраль 1836)
Парламентские выборы 26 февраля 1836 года в Испании стали вторыми после восстановления в октябре 1823 года абсолютной монархии.

## Предыстория
25 сентября 1835 года королева-регент Мария Кристина назначила новым главой правительства министра финансов Хуана Альвареса Мендисабаля, активного участника революции 1820 года, лидера Прогрессивной партии, идейного преемника «эксальтадос», радикальных либералов 1820-х годов.
В это время в Испании была в разгаре гражданская война. «Кристинос», сторонники королевы-регента и её дочери, королевы Изабеллы II, среди которых преобладали либералы, противостояли приверженцам дона Карлоса, претендовавшего на испанский престол. Пытаясь навести порядок в государственных финансах и ослабить влияние высшего духовенства, большая часть которого находилась на стороне «карлистов», Мендисабаль издаёт 9 февраля и 8 марта 1836 года так называемые дезамортизационные декреты, по которым у церкви были конфискованы и выставлены на продажу неэффективно используемые земли. Также прогрессисты, недовольные неудачами в войне с «карлистами», инициировали изменения в руководстве армии.

## Избирательная система
Выборы проходили в соответствии с «Королевской хартией» по мажоритарной системе относительного большинства. 258 депутатов предстояло избрать в 48 многомандатных избирательных округах и одном одномандатном.

## Результаты
Выборы выиграла проправительственная Прогрессивная партия.

## После выборов
Первая сессия новых Кортесов началась 22 марта 1836 года. Председателем парламента был избран Антонио Гонсалес-и-Гонсалес, маркиз Вальдетеррасо.
15 мая 1836 года королева-регент, недовольная политикой Мендисабаля, назначает новым премьер-министром лидера умеренно-либеральной оппозиции Франсиско Хавьера де Истуриса, который распускает парламент и проводит в июле новые выборы.